# Mazda6
Mazda6  (укр. Мазда 6) — автомобілі середнього класу (Клас D), що виробляються компанією Mazda. Вони виготовляються з 2002. В Японії називається Mazda Atenza.

## Перше покоління (GG/GY) (2002—2008)

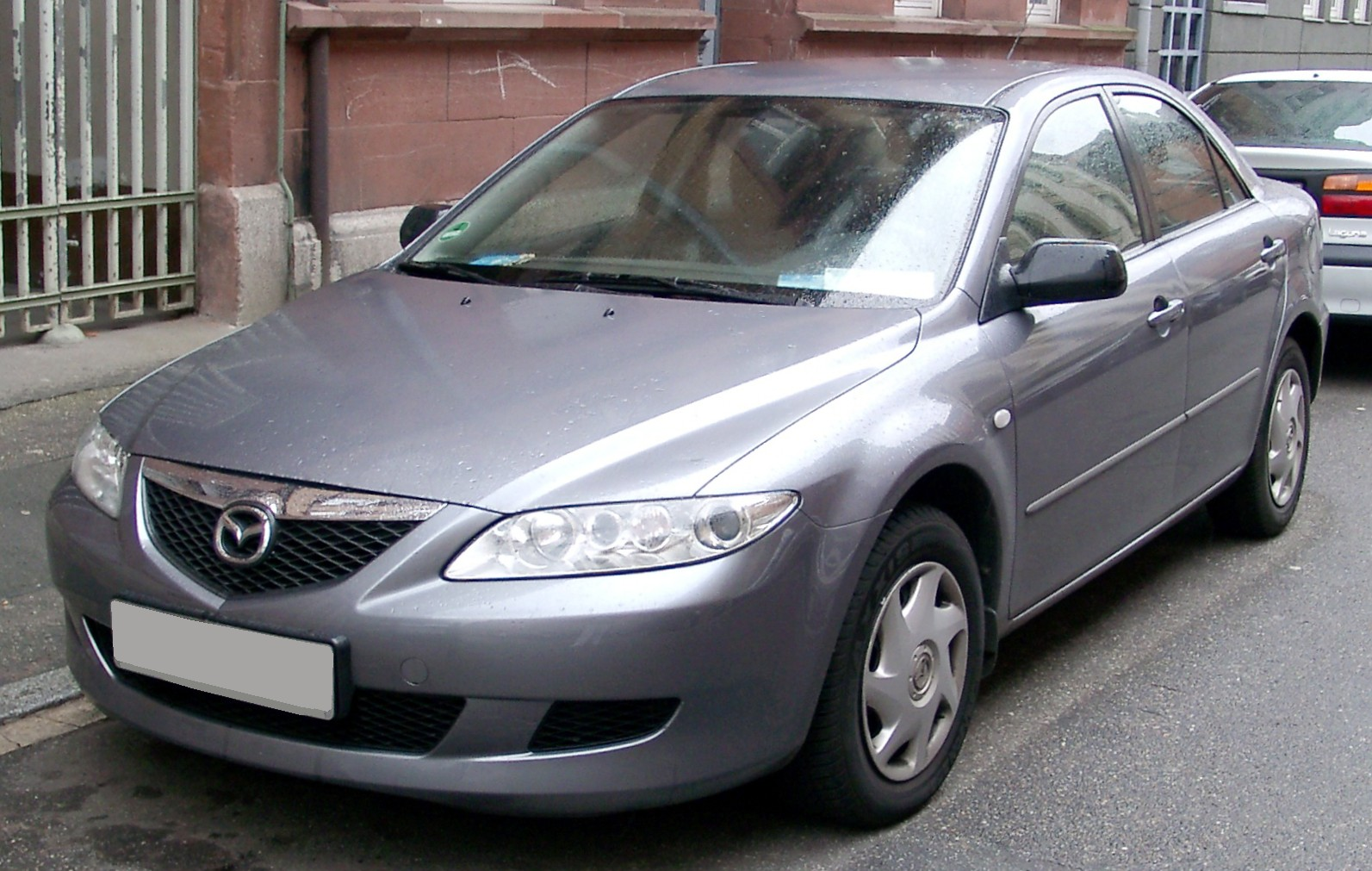
Mazda6 I (2002—2005)

У 2002 році на зміну Mazda 626 приходить Mazda6. Заміна індексу символізує оновлення іміджу. Відтепер це не рядовий сімейний транспортний засіб, а спортивно налаштований місткий автомобіль. Компанії Mazda вдалося змінити уявлення про марку — в цьому автомобілі немає нічого від колишніх моделей. Новий дизайн, новий салон, нова платформа, покращені технічні характеристики, їздові якості, все це відрізняє новий автомобіль від попередника Mazda 626. Машина мало не виграла престижний конкурс «Європейський автомобіль року-2003», але її всього на 20 очок обійшов Renault Megane.
Фахівці сходяться на думці, що в лініях Mazda6 можна прослідкувати дизайн Mazda Xedos 6.
Пропонуються три варіанти кузова Mazda6: седан, хетчбек і універсал.
На кожен варіант кузова може встановлюватися один з п'яти двигунів: 1,8 л/120 к.с., 2,0 л/141 к.с., 2,3 л/166 к.с., 3,0 л/222 к.с. (V6 Duratec виробництва Ford тільки для ринку США) та турбодизель 2,0 л/136 к.с.

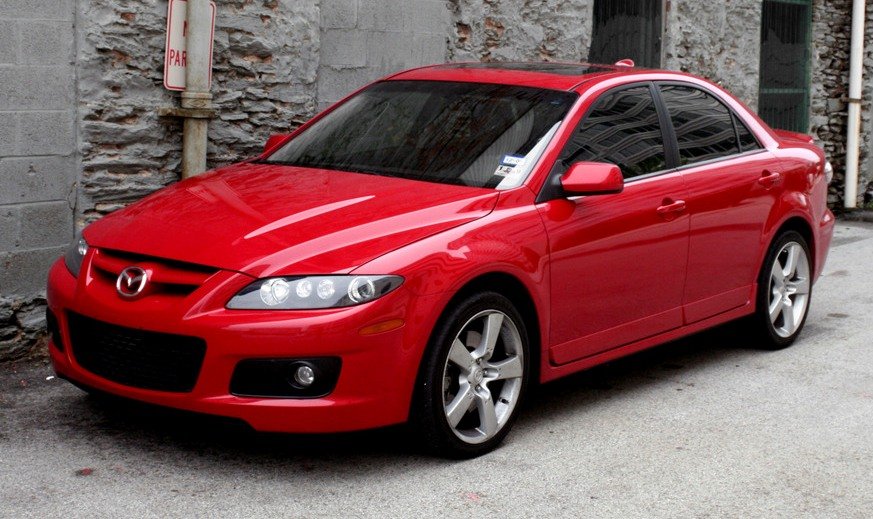
Mazda6 MPS

Існувала ще спортивна повнопривідна модифікація Mazda6 MPS з турбованим 2,3-літровим двигуном потужністю 260—278 к.с. в залежності від року випуску.
Силові агрегати можуть працювати в парі з механічною КПП або з «автоматом».
Підвіска: спереду — двохважільна, ззаду — багатоважільна.
Салон Mazda6 отримав екстремально жорстку конструкцію, що забезпечує найвищий рівень безпеки всіх пасажирів навіть під час найсерйознішої аварії. Запатентована Mazda як винахід система розподілу і поглинання енергії удару (MAIDAS) зі спеціальними зонами зминання спереду і ззаду відводять енергію удару від кабіни, зменшуючи для пасажирів наслідки аварії.
У 2005 році модель оновили, змінивши бампери, фари і обладнання.

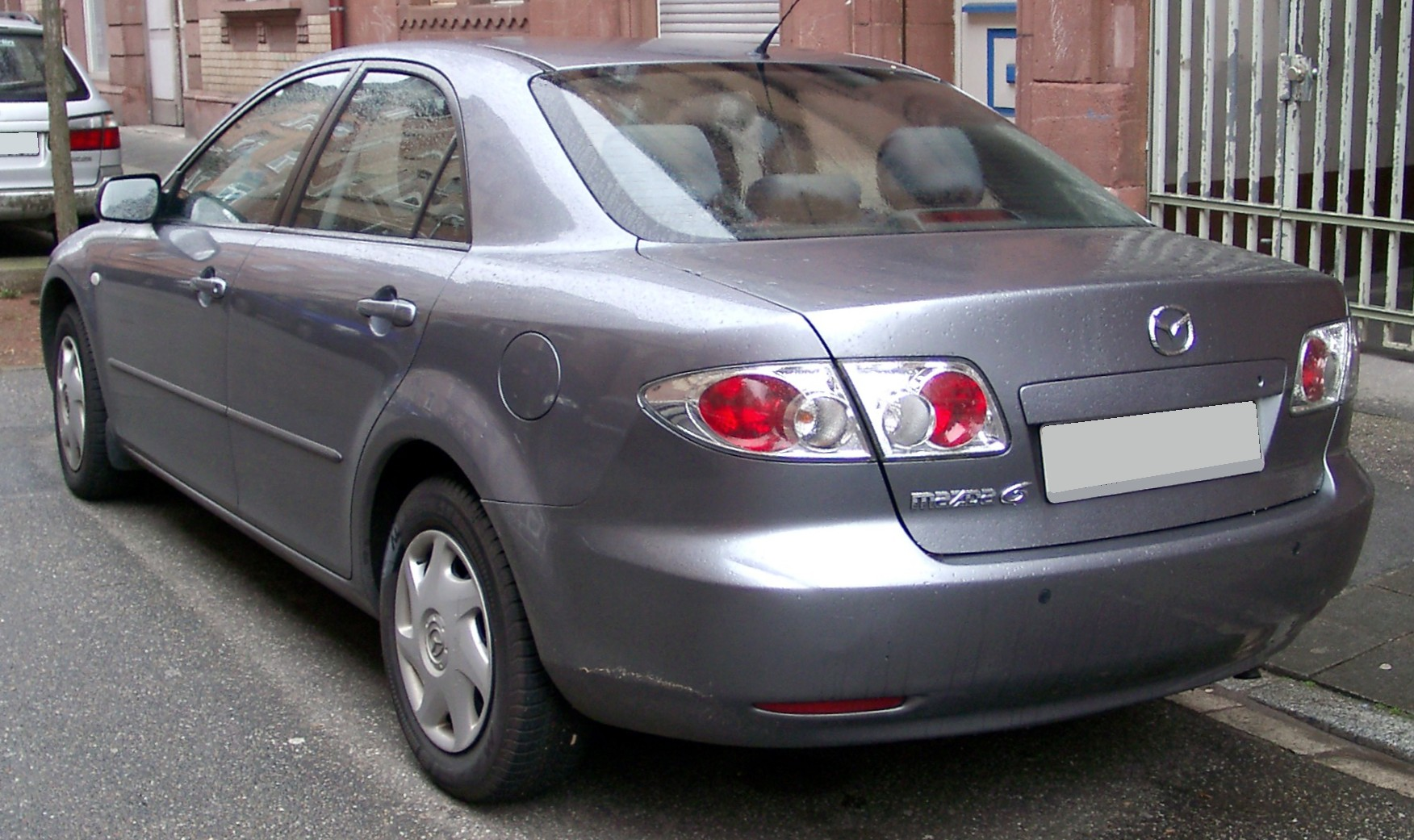
Mazda6 седан
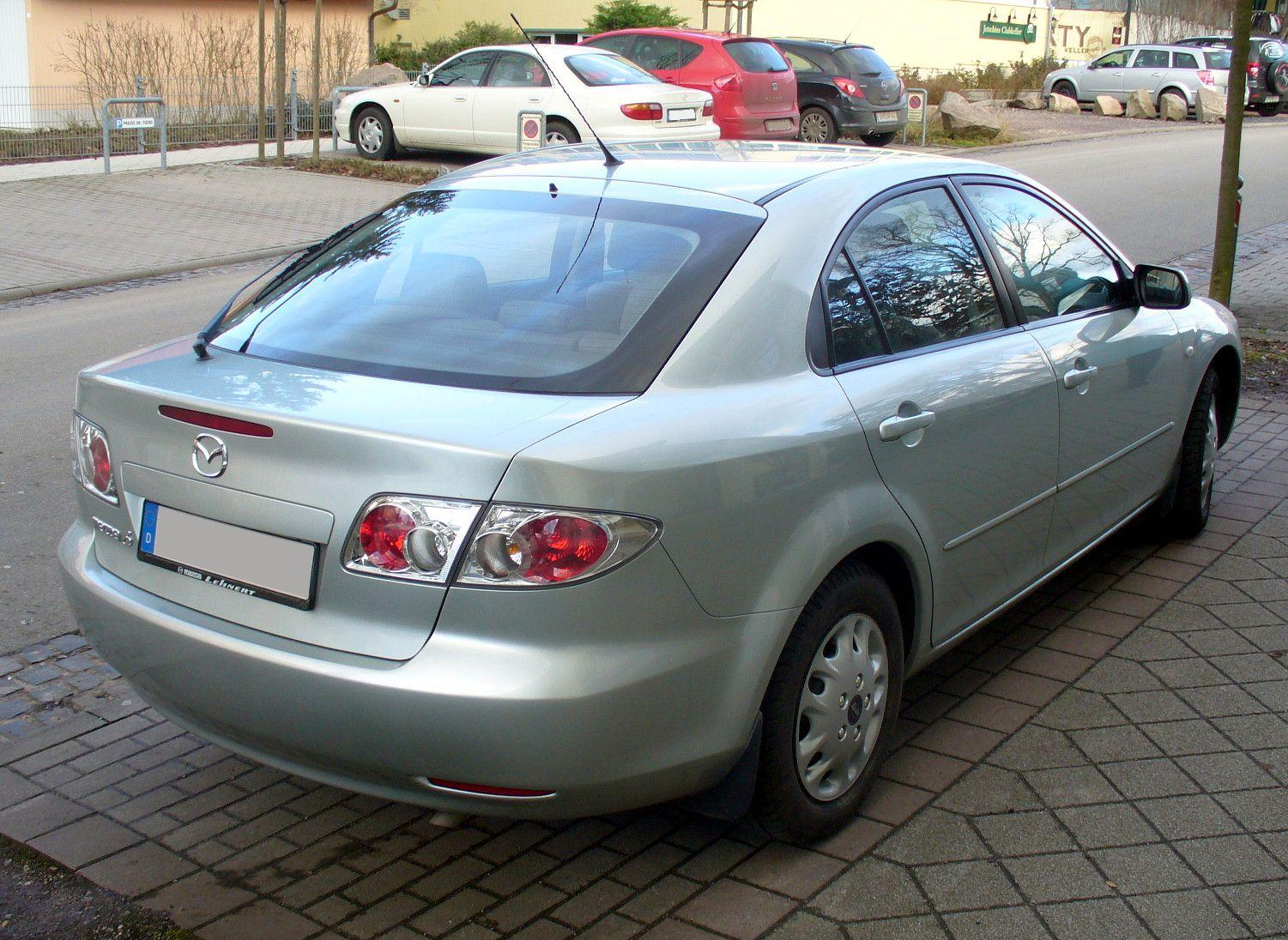
Mazda6 Sport
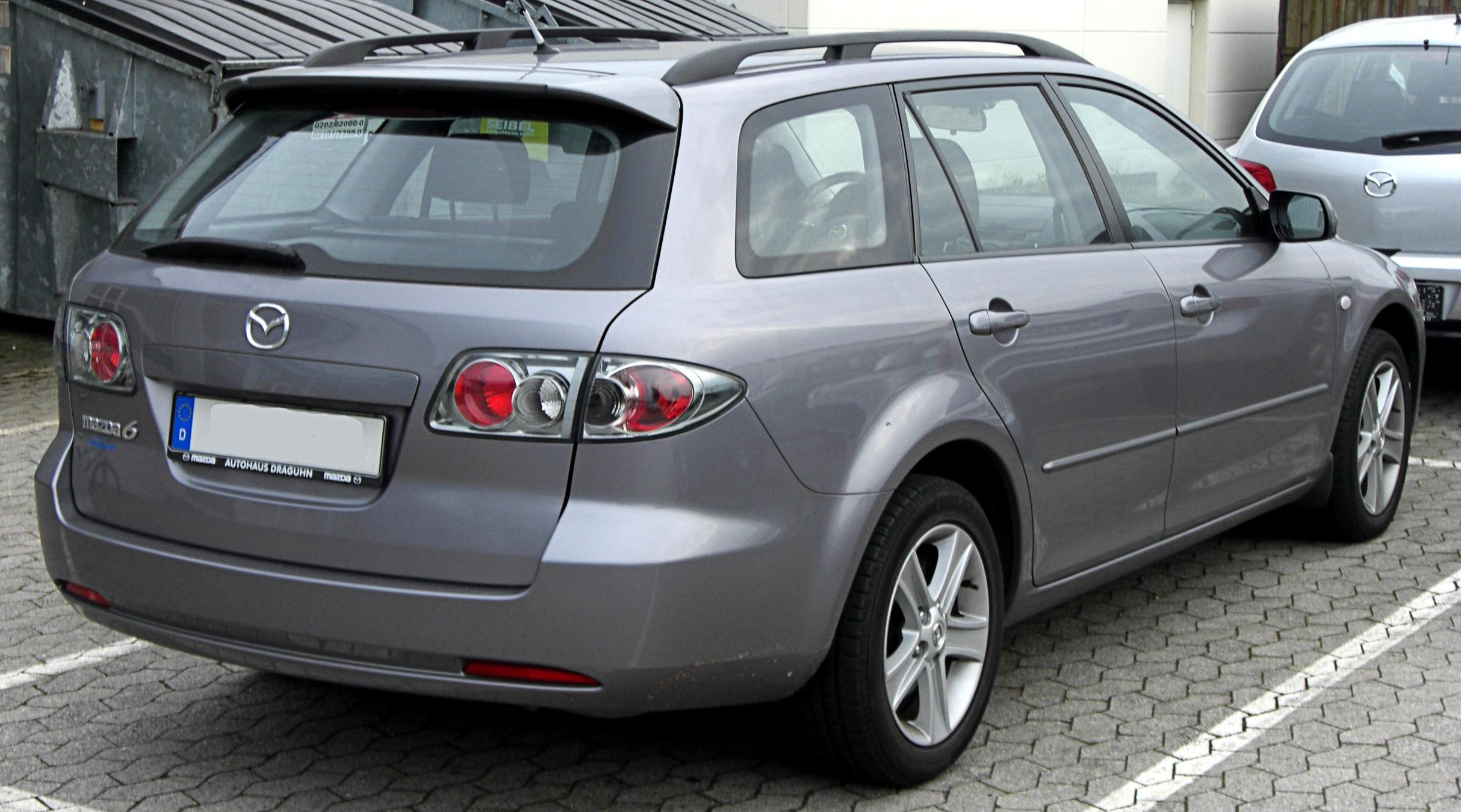
Mazda6 Sport Combi (2005-2008)
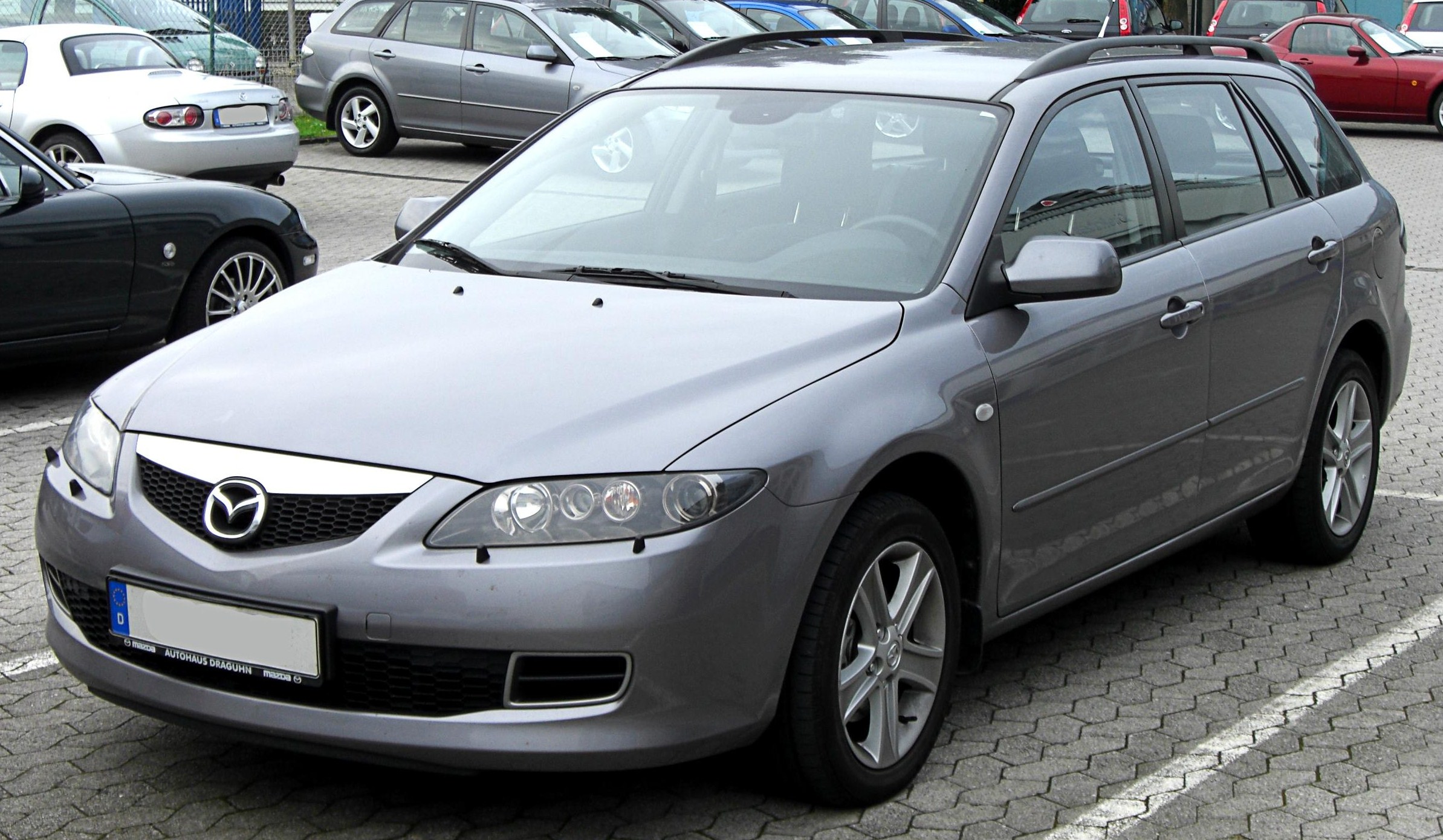
Mazda6 Sport Combi (2005-2008)
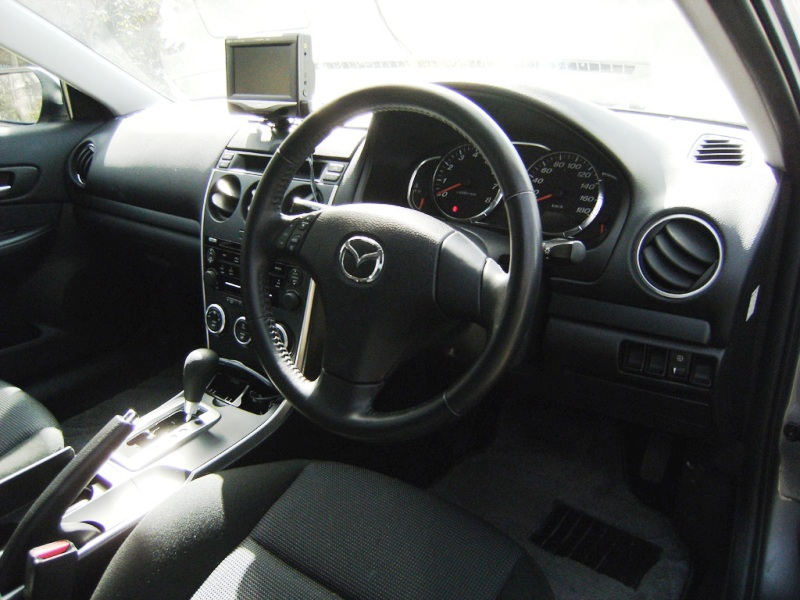
Салон

### Результати з Краш-Тесту
За результатами краш-тестів проведених європейською організацією Euro NCAP в 2005 році Mazda6 отримала 4 зірки за безпеку.
| Зірки в Euro NCAP з Краш-тесту |

### Двигуни
- 1.8 л MZR I4 *L8 120 к.с.
- 2.0 л MZR I4 *LF 141 к.с.
- 2.3 л MZR I4 *L3 166 к.с.
- 2.3 л MZR DISI Turbo I4 260—278 к.с.
- 3.0 л MZI V6 222 к.с.
- 2.0 л MZR-CD Diesel 136 к.с.

+ Позначає європейський код двигуна

## Друге покоління (GH) (2008—2012)

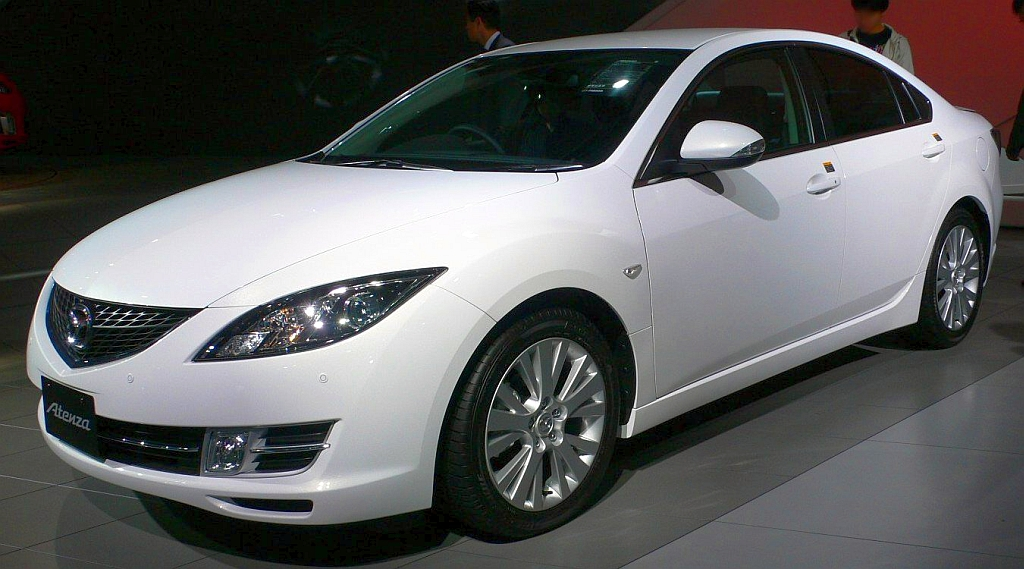
Mazda6 II для ринку Європи і Японії

У 2007 році компанія Mazda офіційно представила у Франкфурті друге покоління Mazda6. Виробник пропонує на вибір три варіанти кузова: седан, універсал і хетчбек. У порівнянні з попередницею нова Mazda6 значно підросла в розмірах. Седан і хетчбек стали довшими на 6,5 см (4,75 м) і вищими на 0,5 см (1,44 м) (універсал — на 7,5 см і 1 см відповідно). Колісна база також була збільшена до 2,725 м (+5 см). Автомобіль став легшим моделі попереднього покоління у середньому на 35 кг.
Під кузовом ховається перевірене часом шасі CD3 від Ford, що ставили на попередницю.
Як і раніше, гамма силових агрегатів складається з трьох бензинових двигунів (в Європі ще пропонується дволітровий 140-сильний турбодизель). Повністю новий тільки один. Колишній флагманський двигун робочим об'ємом 2,3 л змінила більш потужна та економічна 2,5-літрова 170-сильна бензинова «четвірка». Цей силовий агрегат працює в парі тільки з механічною коробкою передач. Дволітровий двигун практично без змін перекочував на нову «шістку» з попередниці, і потужність залишилася колишньою — 147 к.с. Цей силовий агрегат пропонується не тільки з шестиступінчастою механічною коробкою передач, але і п'ятиступінчастим «автоматом». Базовим вважається 1,8-літровий 120-сильний мотор.
Ходову частину серйозно переробили, оснастили автомобіль незалежною підвіскою на подвійних паралельних важелях. Головне нововведення — оригінальний електропідсилювач керма. На відміну від інших подібних конструкцій електродвигун тут впливає не на рульовий вал, а безпосередньо на рейку. Така схема непогано зарекомендувала себе на купе RX-8.
Базова комплектація включає систему ABS, шість подушок безпеки, гальмівний асистент, систему контролю тяги, асистент паркування і систему DSC (система динамічного контролю курсової стійкості).

Базова комплектація (яка відтепер називається «Direct») стала багатшою, ніж у попередниці. Вона пропонує кондиціонер, повний набір електронних систем безпеки і легкосплавні диски. До комплектації «Sport» входять: біксенонові фари, 18-дюймові литі диски і аудіосистема «Bose».

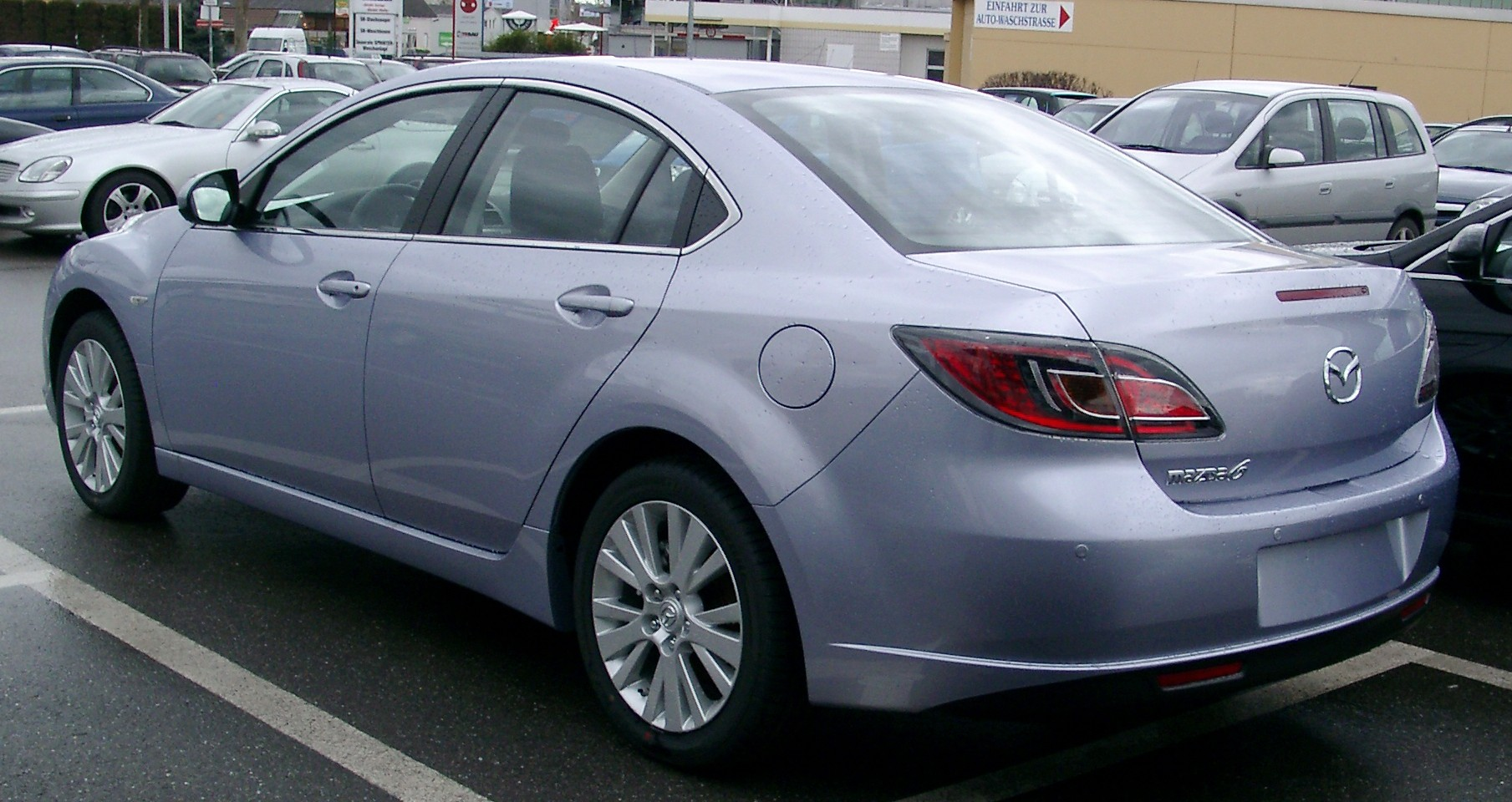
Mazda6 II седан (2008-2010)
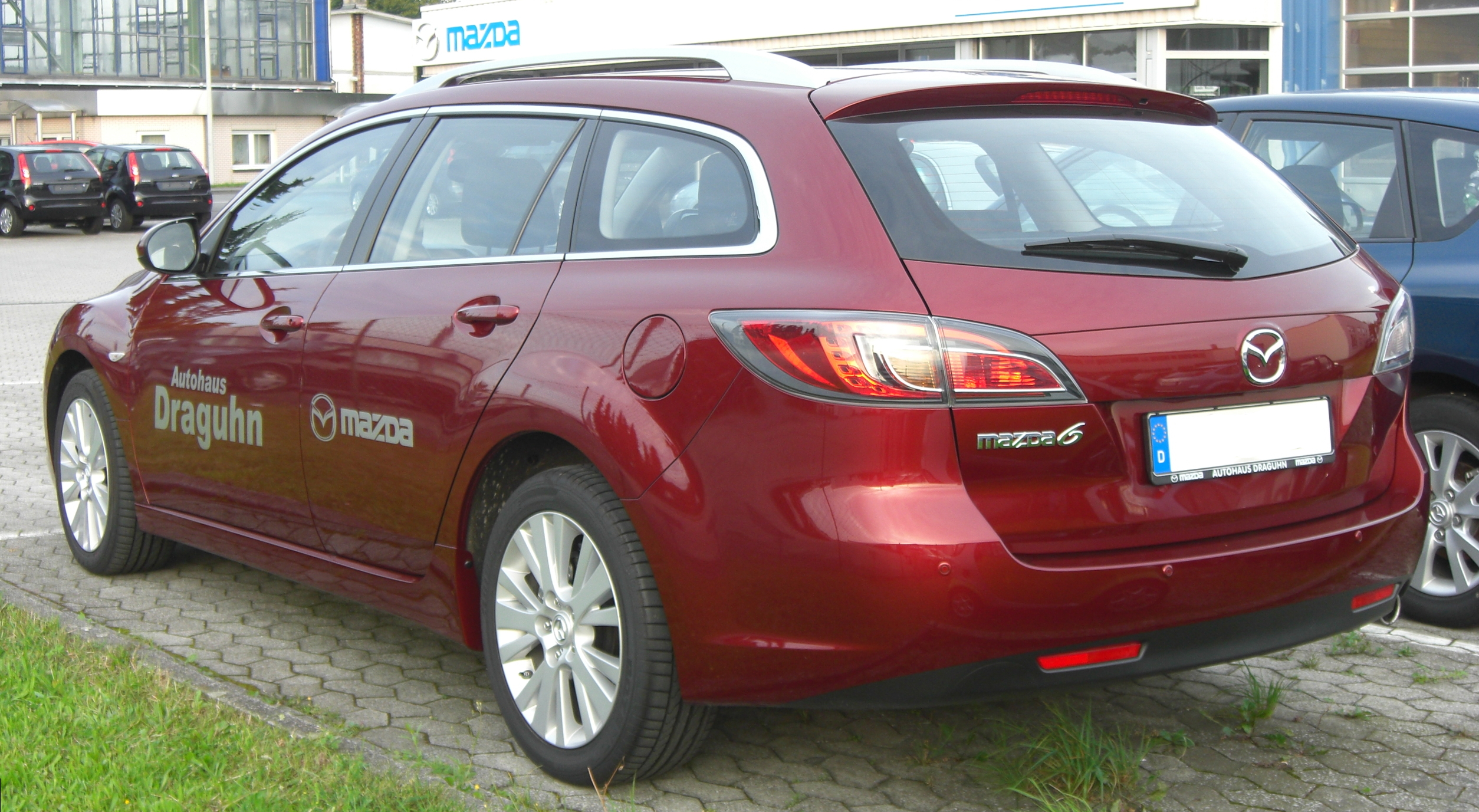
Mazda6 II універсал (2008-2010)
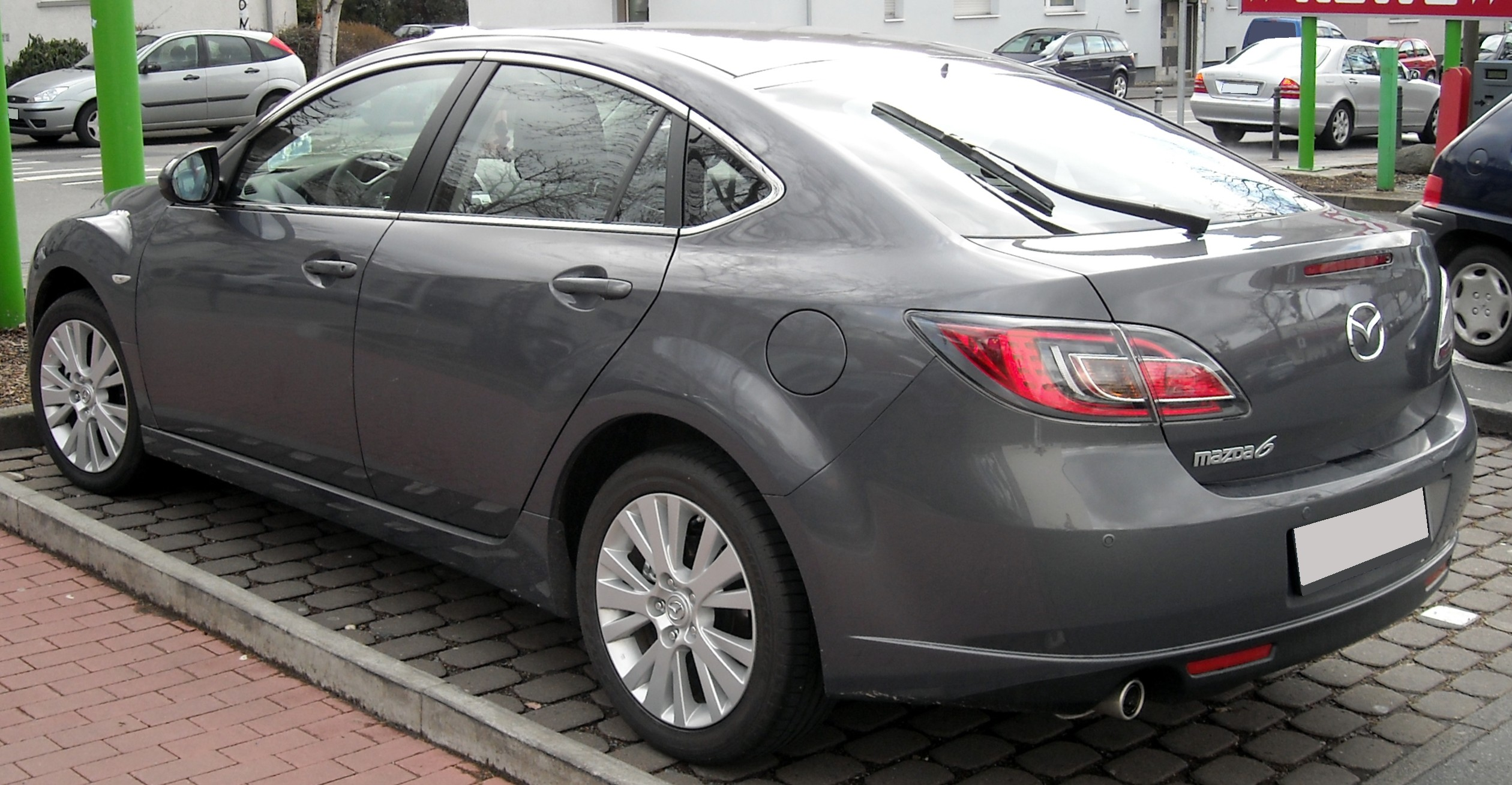
Mazda6 II хетчбек (2008-2010)
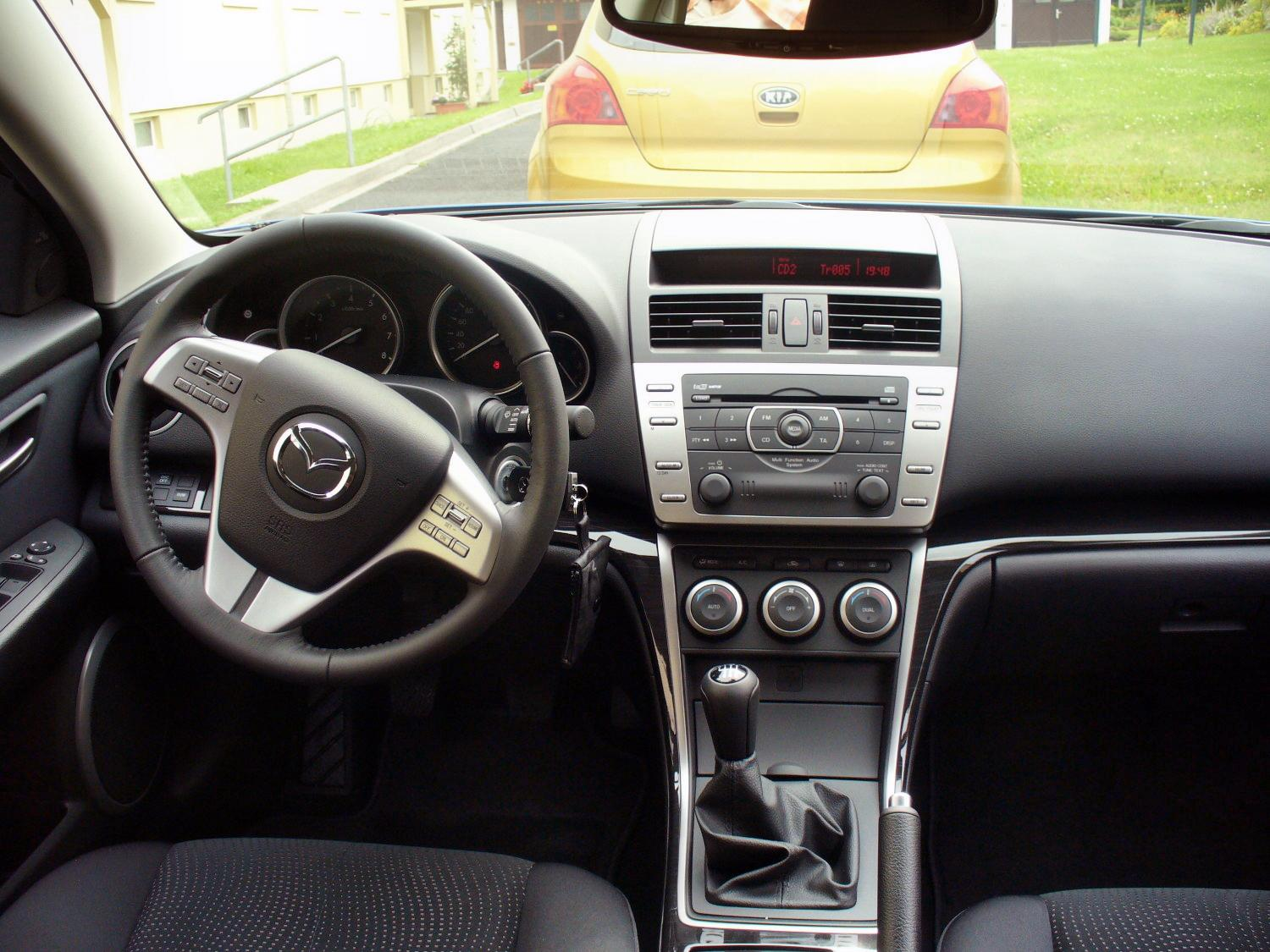
Вигляд салону

### Рестайлінг 2010
У 2010 році вийшла оновлена версія Mazda6. Її прем'єра відбулася на міжнародному автошоу в Женеві. Модельний рік рестайлінгового автомобіля заявлений як 2011. Зовні машина відрізняється тільки новими ґратами радіатора, переднім бампером, головною і задньою оптикою. Салон оновленої Mazda6 отримав інші передні сидіння і якісніший пластик, змінилося відображення інформації на дисплеї в панелі приладів та моніторі бортового комп'ютера.
Основу кузова автомобіля зробили жорсткішою, електропідсилювач рульового управління отримав новий блок управління, відбувся і цілий ряд змін в підвісці, що позитивно позначилося на комфорті. 2,5-літровий мотор крім МКПП став пропонуватися і з автоматичною КПП. 

### Північна Америка
Північноамериканська версія була перероблена для 2009 модельного року, з універсалом і версіями хетчбека, які були відкинуті туди. Це розширена та подовжена версія моделі, що продається в інших місцях, з більшими двигунами. Оглядачі відзначили його купеподібну лінію даху та більш спортивний стиль.  Північноамериканські двигуни включають новий 2,5-літровий 4-циліндровий двигун , а північноамериканські версії отримують 3,7-літровий V6, який також доступний у Mazda CX-9.  Motor Trend зафіксував час прискорення 0–60 миль/год за 6,1 секунди для Mazda 6 V6. 
В Америці була доступна лише модель седан (на Близькому Сході разом із глобальною Mazda6 продається Mazda6 для північноамериканського ринку, відома як Mazda6 Ultra). Варіант Mazdaspeed6 не пропонувався. Незважаючи на збільшення розмірів північноамериканської версії, Mazda стверджує, що 6 зберігає загальні враження від водіння, як і раніше спортивніші, ніж конкуруючі Honda Accord, Toyota Camry або Chevrolet Malibu. Перші відгуки були схвальні. 
3 березня 2011 року близько 50 000 автомобілів Mazda6 2009-10 модельних років були відкликані в Сполучених Штатах, а також ще 15 000 в Канаді, Мексиці та Пуерто-Ріко після того, як виявилося, що жовті павуки-мішечки будують гнізда в паливній лінії. Mazda6 має дві труби, що йдуть від бензобака, надзвичайно рідкісна конфігурація. Парів бензину в паливній магістралі достатньо, щоб втягнути павука, але недостатньо, щоб убити його. 5 квітня 2014 року Mazda повторно опублікувала таке ж відкликання павуків для всіх автомобілів Mazda6 2010–2013 років випуску з 2,5-літровими двигунами. 
Виробництво для північноамериканського ринку буде переведено в Хофу, Японія, коли Mazda припинить виробництво на заводі Flat Rock Assembly Plant . 
Остання Mazda6 зійшла з конвеєра заводу Mazda Flat Rock Assembly Plant у п’ятницю, 24 серпня 2012 року, після чого Mazda припинила виробництво на американській землі, фактично завершивши 20-річне спільне підприємство між Mazda та Ford.  Mazda перенесла виробництво Mazda6 назад на завод в місті Хофу в Японії.  

### Відклики
У Китаї понад 680 000 Mazda, включаючи Mazda6, вироблених у період з вересня 2008 року по січень 2016 року, були відкликані через несправні подушки безпеки. Попереднє відкликання стосувалося 280 000 моделей Mazda6, випущених між 2003 і 2008 роками, через аналогічну проблему. 

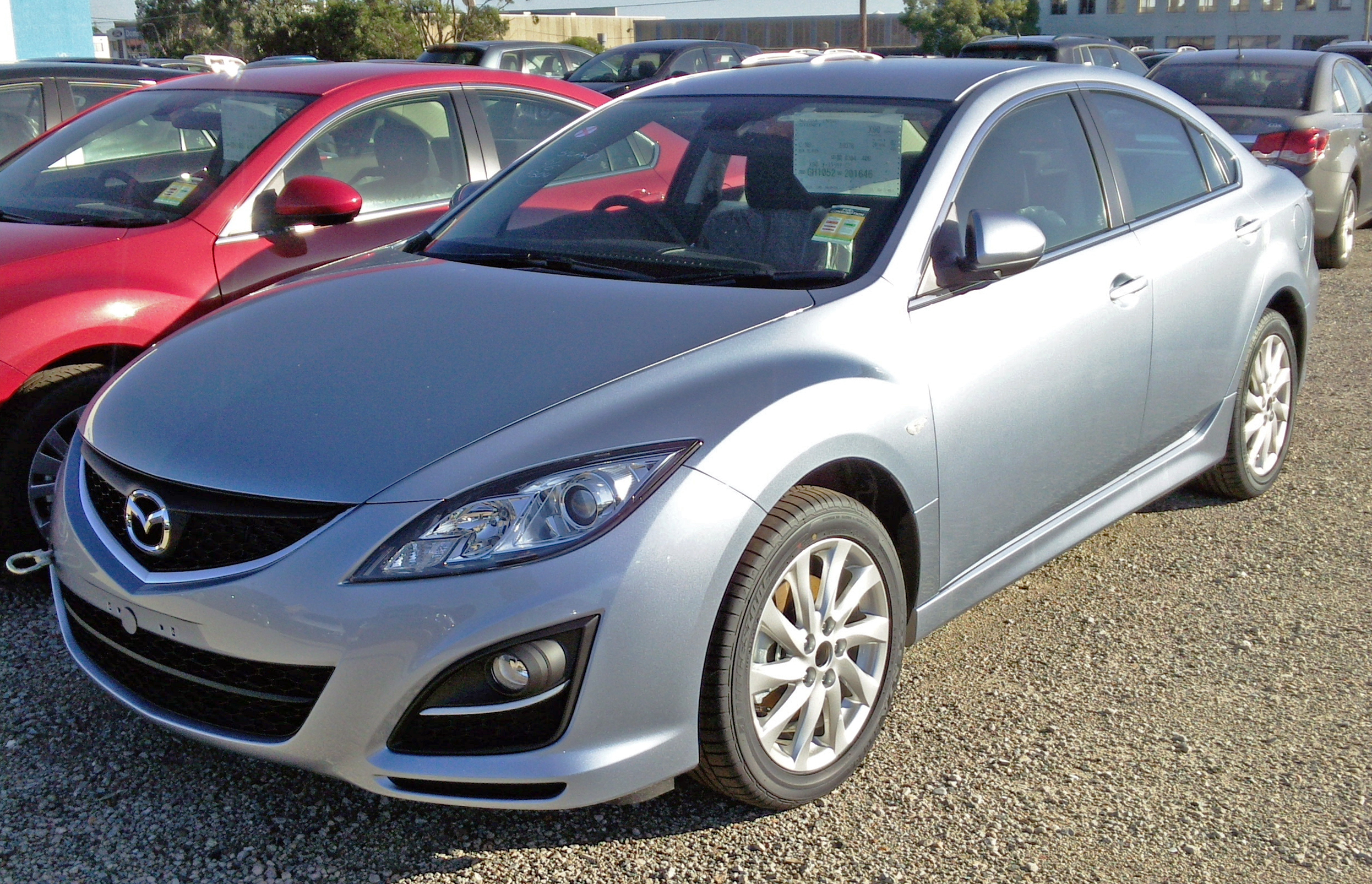
Mazda6 II фейсліфт (з 2010)
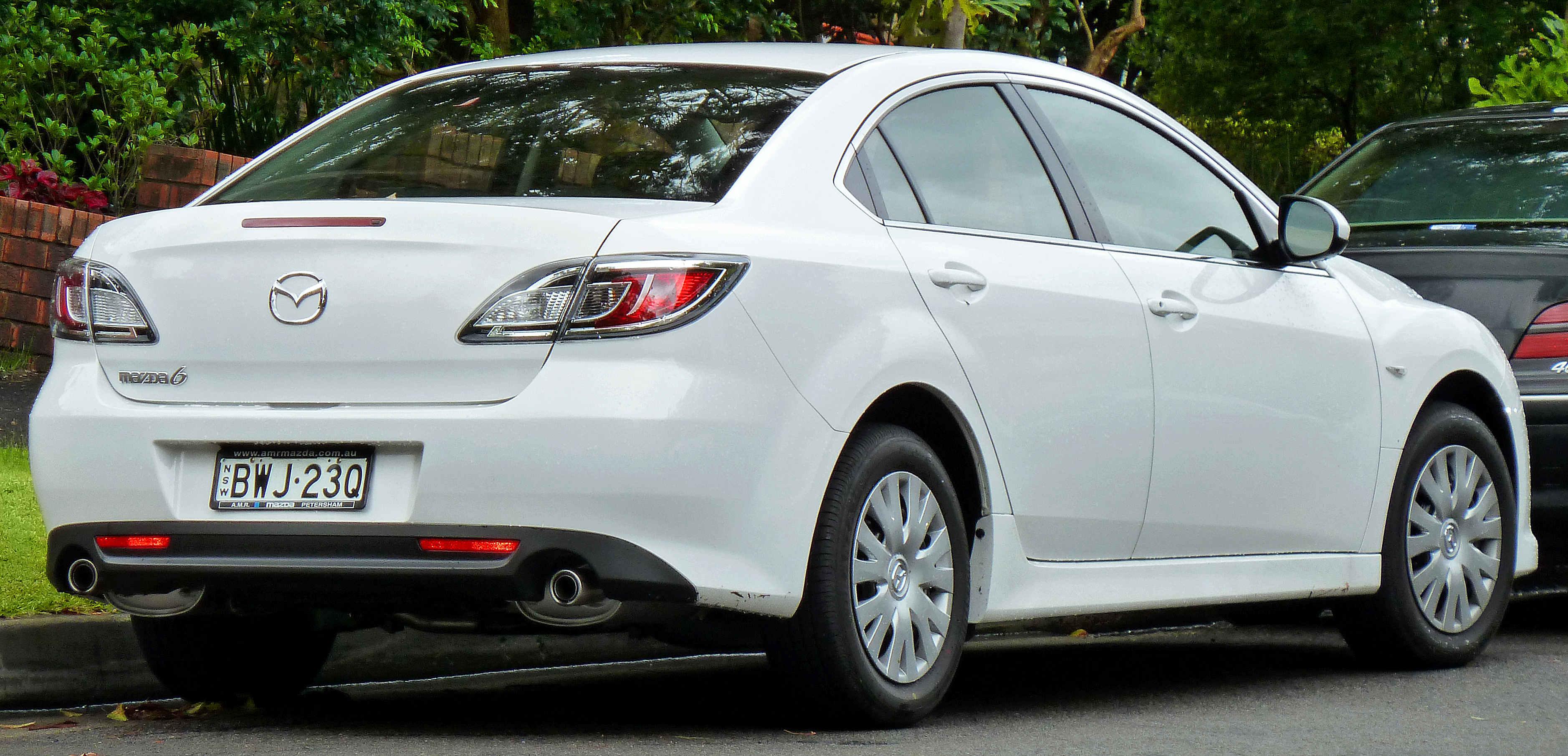
Mazda6 II фейсліфт (з 2010)
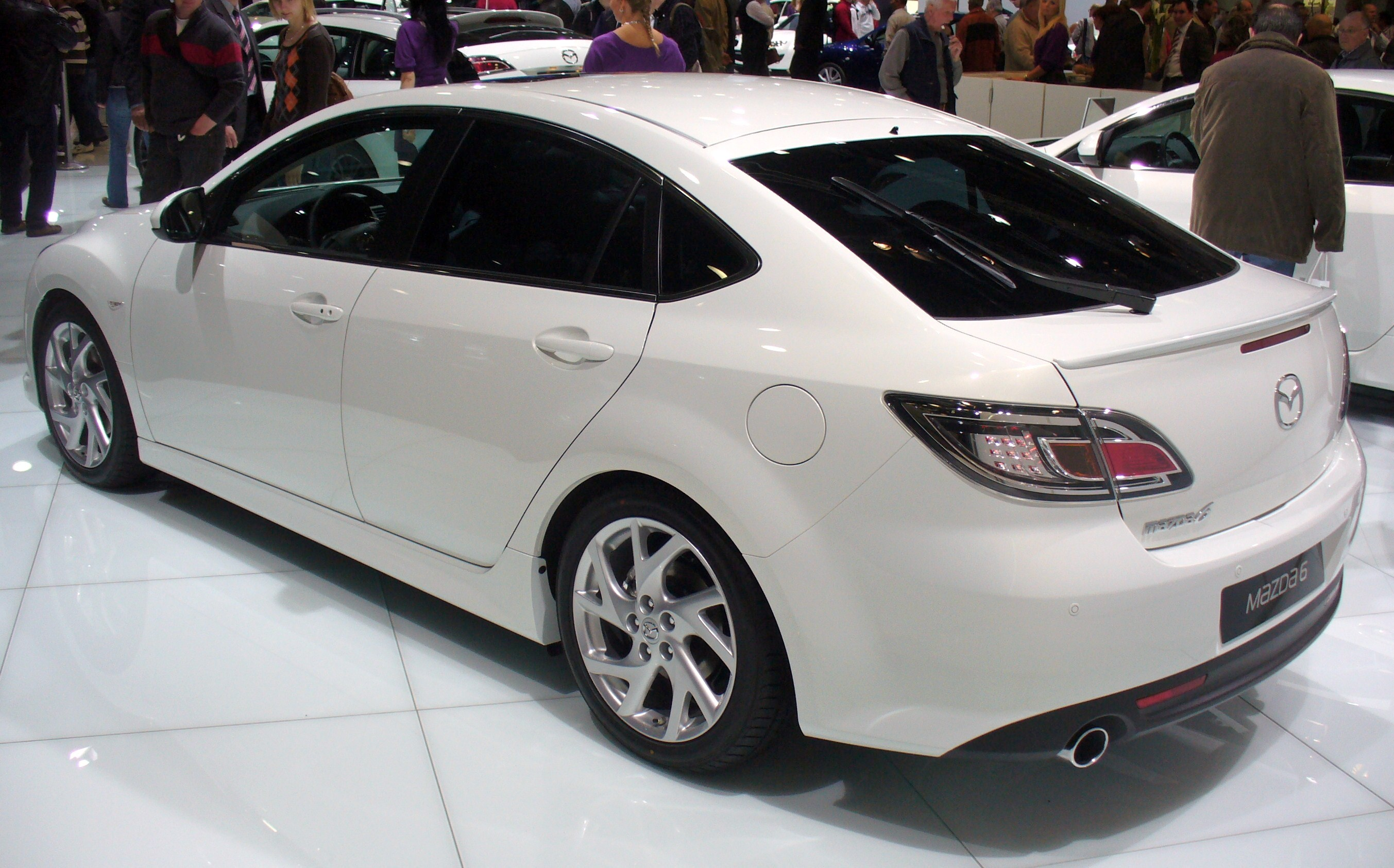
Mazda6 II фейсліфт (з 2010)
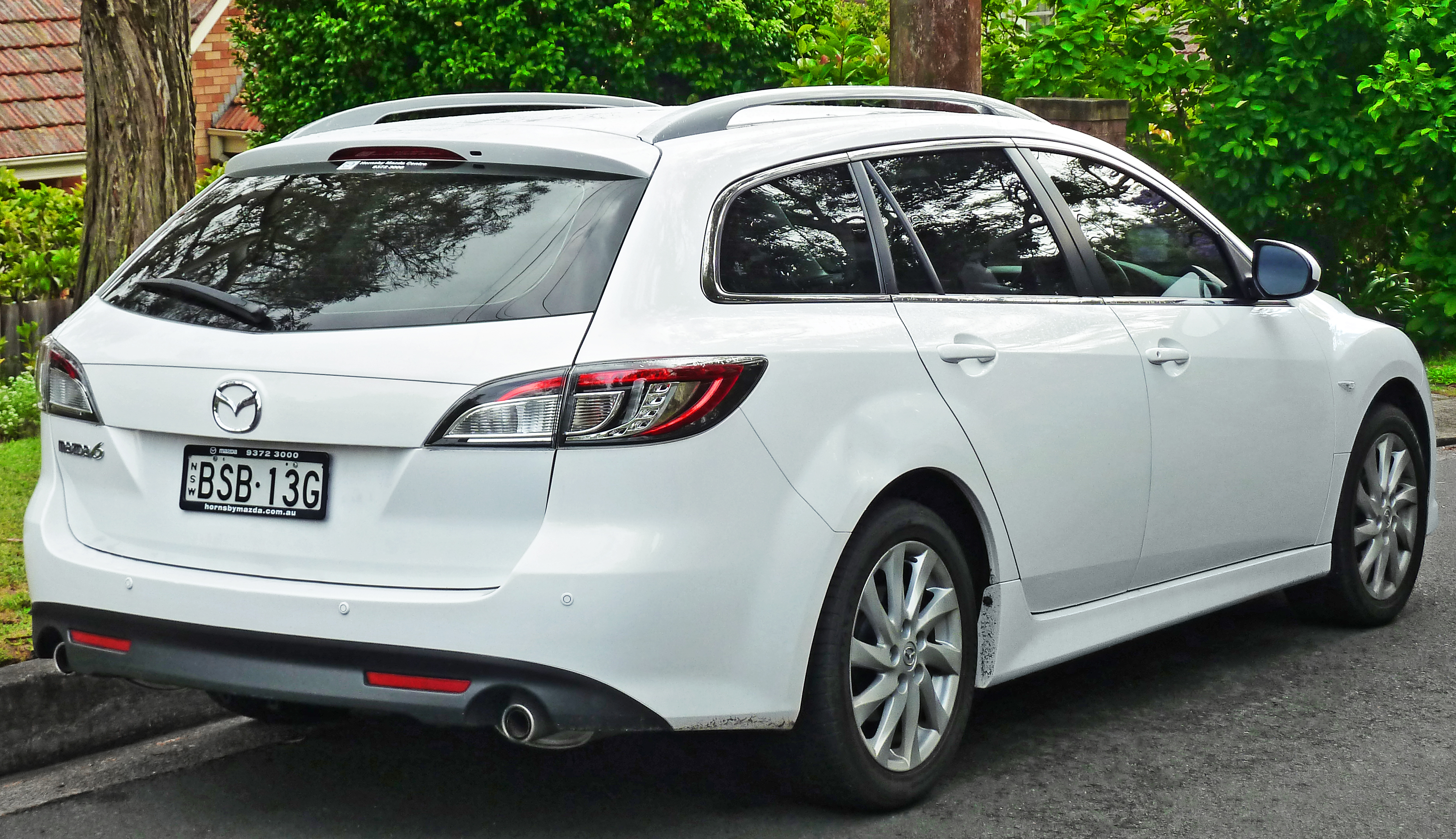
Mazda6 II фейсліфт (з 2010)
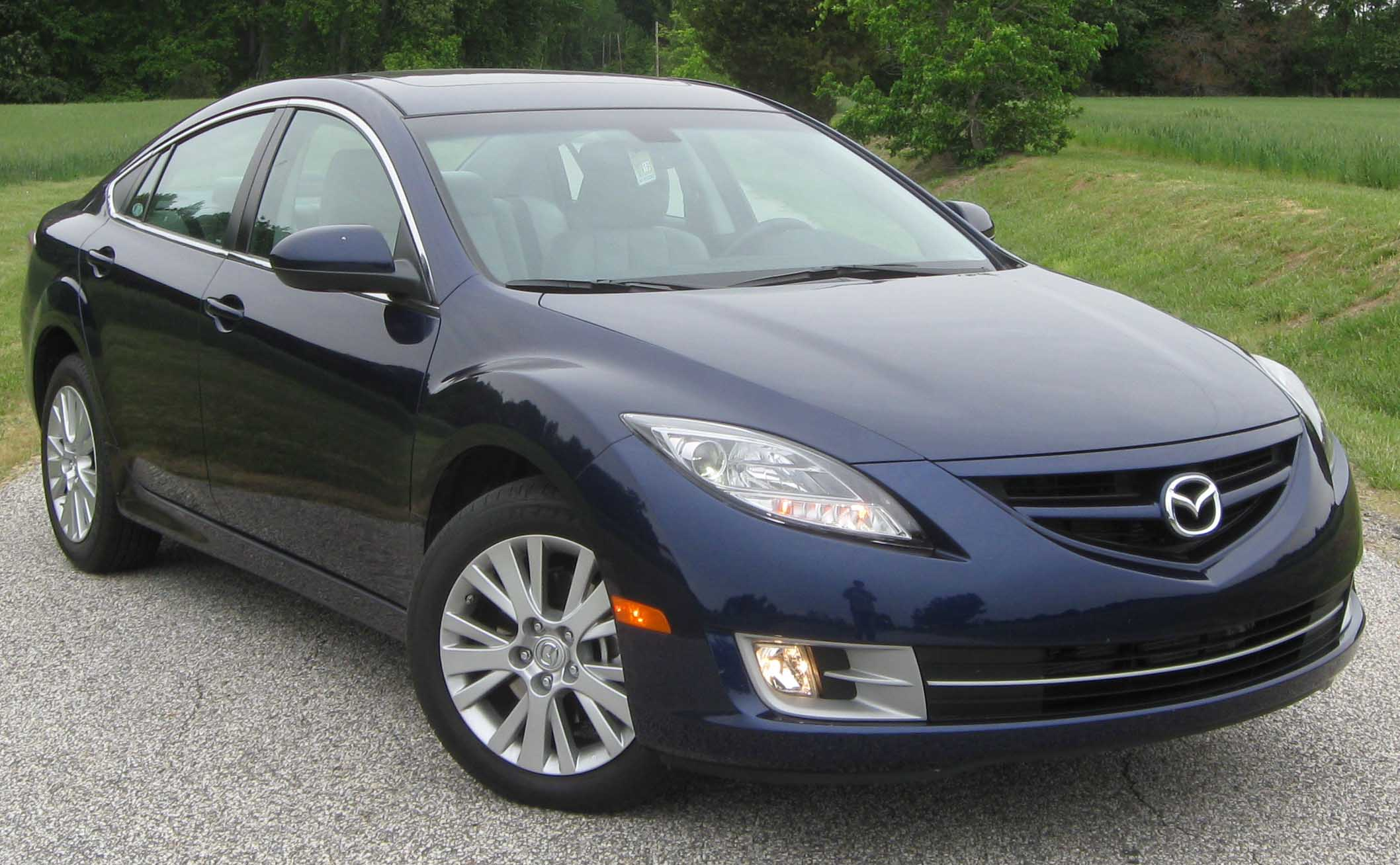
Mazda 6 (північноамериканська версія)
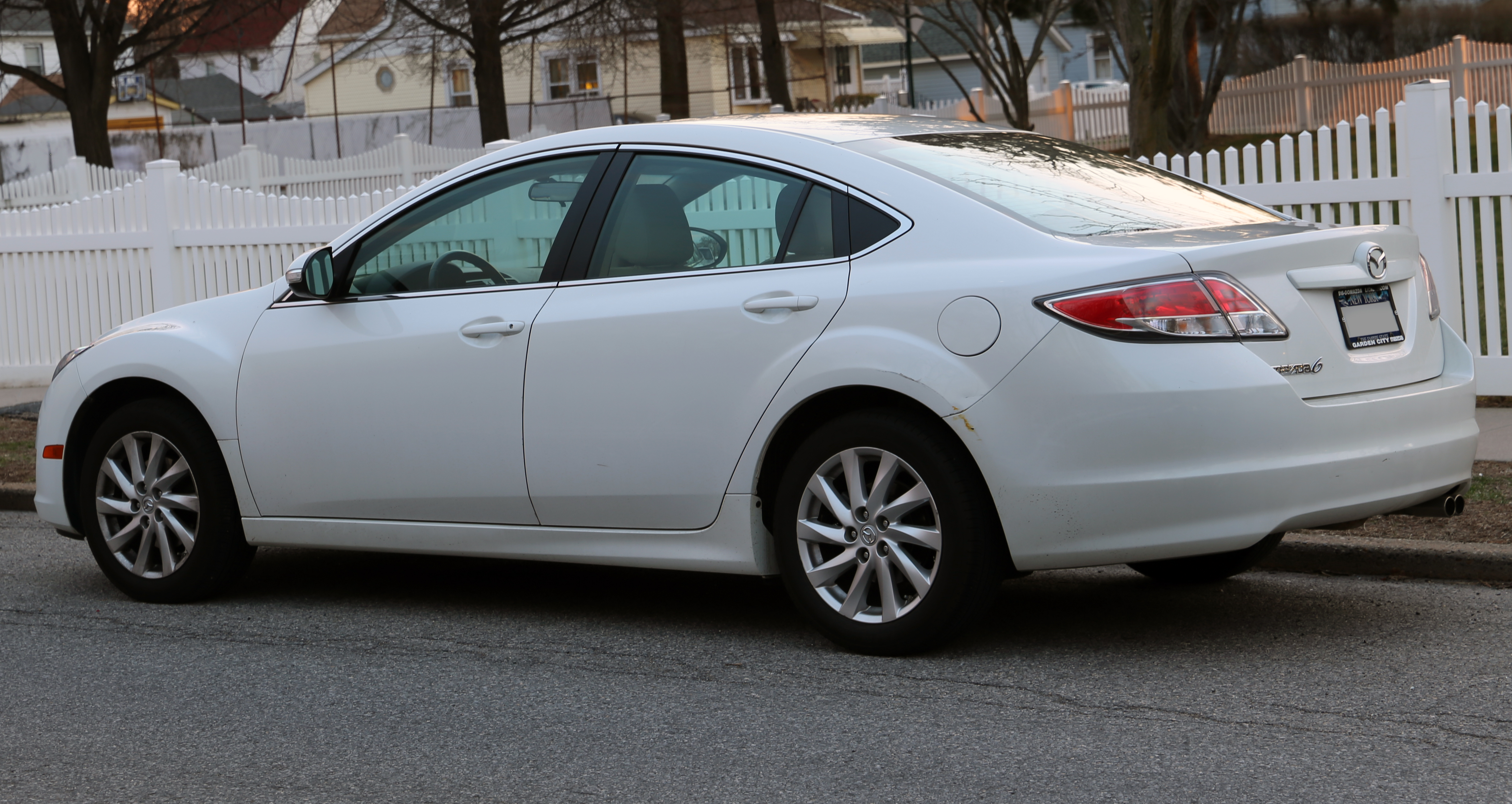
Mazda 6 (північноамериканська версія, вид ззаду)

### Двигуни
| Бензинові                                                      | Бензинові | Бензинові | Бензинові          | Бензинові                                  | Бензинові    |
| Модель                                                         | Об'єм     | Циліндри  | Потужність         | Примітки                                   | Роки випуску |
| -------------------------------------------------------------- | --------- | --------- | ------------------ | ------------------------------------------ | ------------ |
| 1.8 MZR                                                        | 1798 см³  | Р4        | 88 кВт (120 к.с.)  | 5-ст. МКПП                                 | з 2008       |
| 2.0 MZR                                                        | 1999 см³  | Р4        | 108 кВт (147 к.с.) | 6-ст. МКПП або 5-ст. АКПП Activematic      | 2008–2010    |
| 2.0 MZR-DISI                                                   | 1999 см³  | Р4        | 114 кВт (155 к.с.) | 6-ст. МКПП або 5-ст. АКПП Activematic      | з 04/2010    |
| 2.5 MZR                                                        | 2488 см³  | Р4        | 125 кВт (170 к.с.) | 6-ст. МКПП                                 | з 2008       |
| 3.7 MZI                                                        | 3721 см³  | V6        | 203 кВт (276 к.с.) | (тільки для Пн. Америки і арабських країн) | з 2008       |
| MZR = Mazda Responsive; DISI = Direct Injection Spark Ignition |           |           |                    |                                            |              |

| Дизельні                                          | Дизельні | Дизельні | Дизельні           | Дизельні   | Дизельні        |
| Модель                                            | Об'єм    | Циліндри | Потужність         | Примітки   | Роки випуску    |
| ------------------------------------------------- | -------- | -------- | ------------------ | ---------- | --------------- |
| 2.0 MZR-CD                                        | 1998 см³ | Р4       | 103 кВт (140 к.с.) | 6-ст. МКПП | 02/2008–11/2008 |
| 2.2 MZR-CD                                        | 2184 см³ | Р4       | 92 кВт (125 к.с.)  | 6-ст. МКПП | 11/2009–04/2010 |
| 2.2 MZR-CD                                        | 2184 см³ | Р4       | 95 кВт (129 к.с.)  | 6-ст. МКПП | з 2010          |
| 2.2 MZR-CD                                        | 2184 см³ | Р4       | 120 кВт (163 к.с.) | 6-ст. МКПП | з 2009          |
| 2.2 MZR-CD                                        | 2184 см³ | Р4       | 132 кВт (180 к.с.) | 6-ст. МКПП | з 2010          |
| 2.2 MZR-CD                                        | 2184 см³ | Р4       | 136 кВт (185 к.с.) | 6-ст. МКПП | 11/2009–04/2010 |
| MZR-CD = Mazda Responsive Common-Rail-Dieselmotor |          |          |                    |            |                 |

## Третє покоління (GJ) (2012-2025)

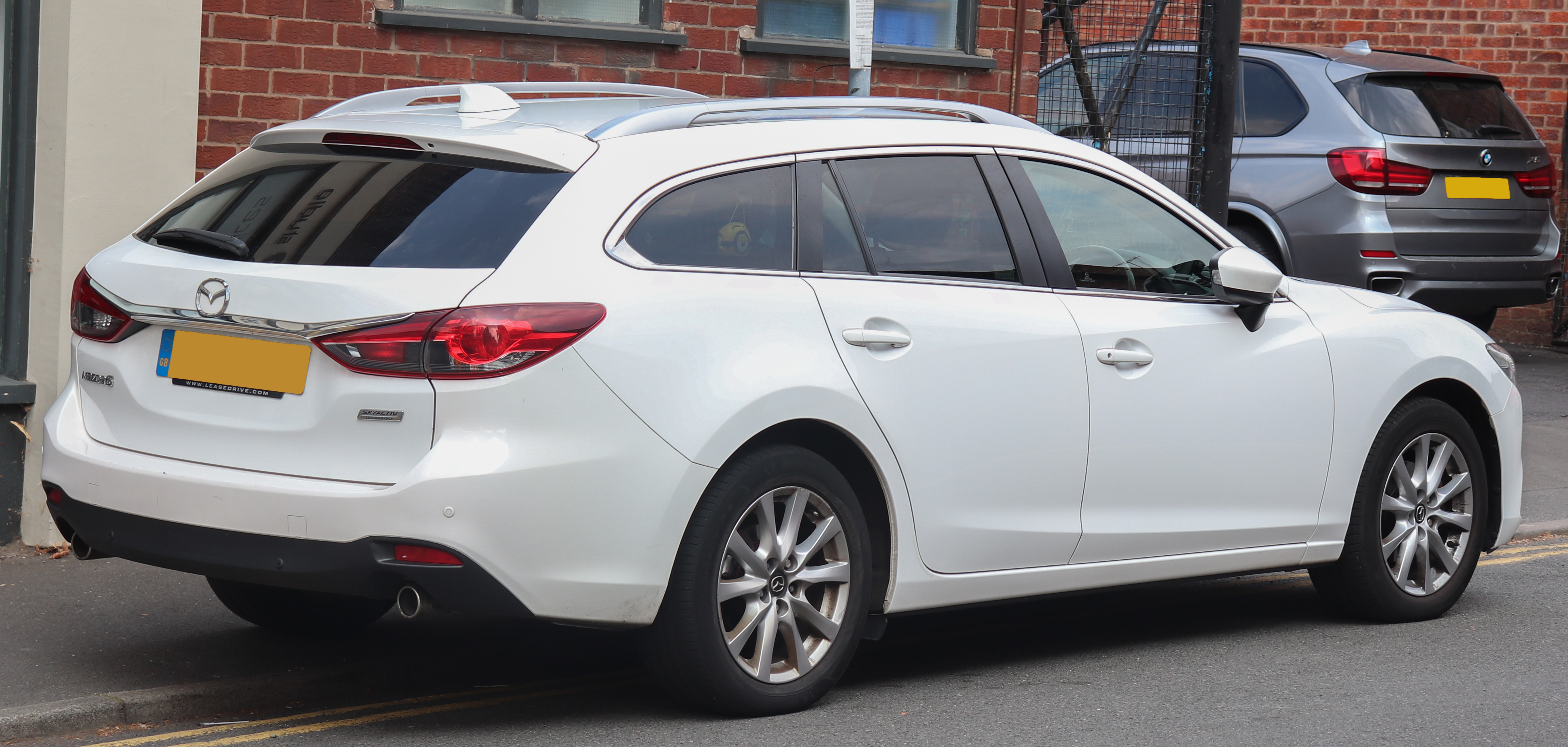
Mazda6 Station wagon (2012—2015)

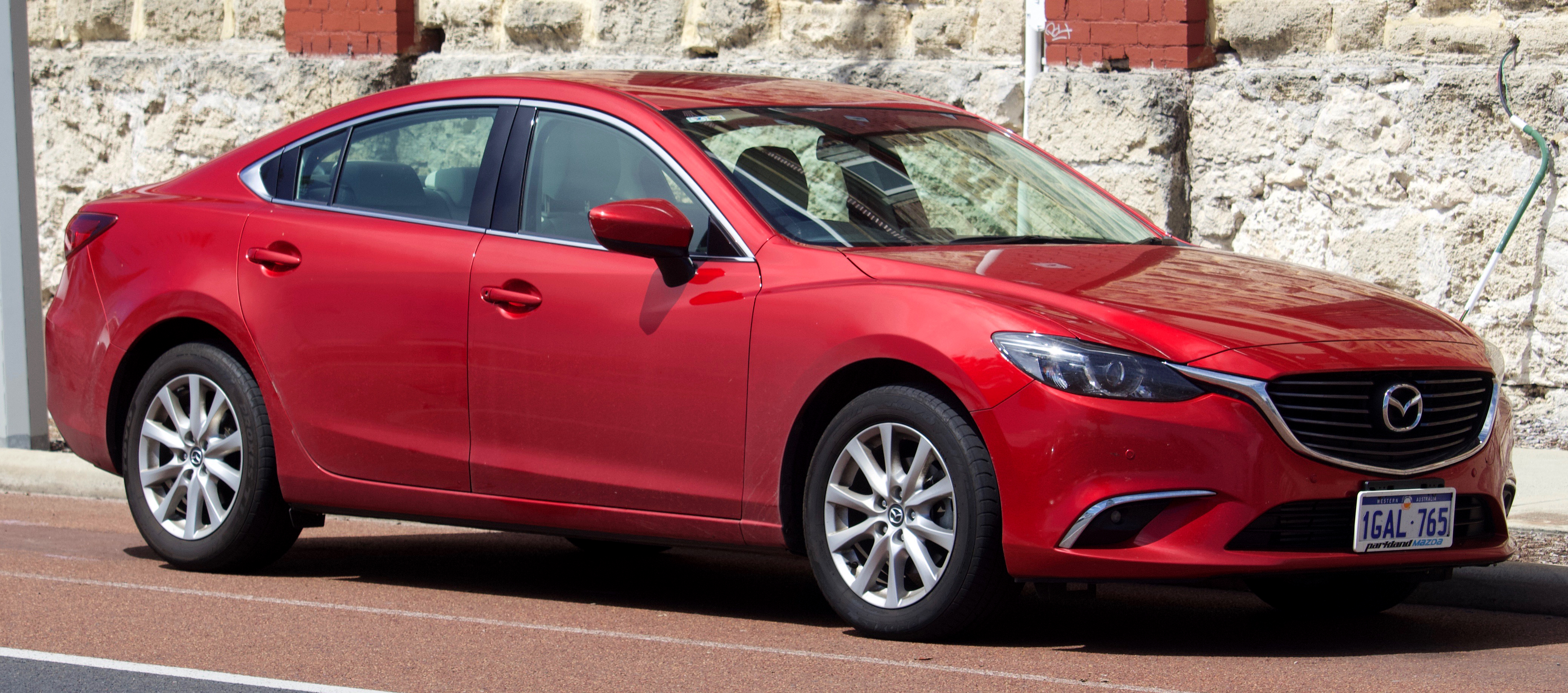
Mazda6 Sedan (2015—2017)

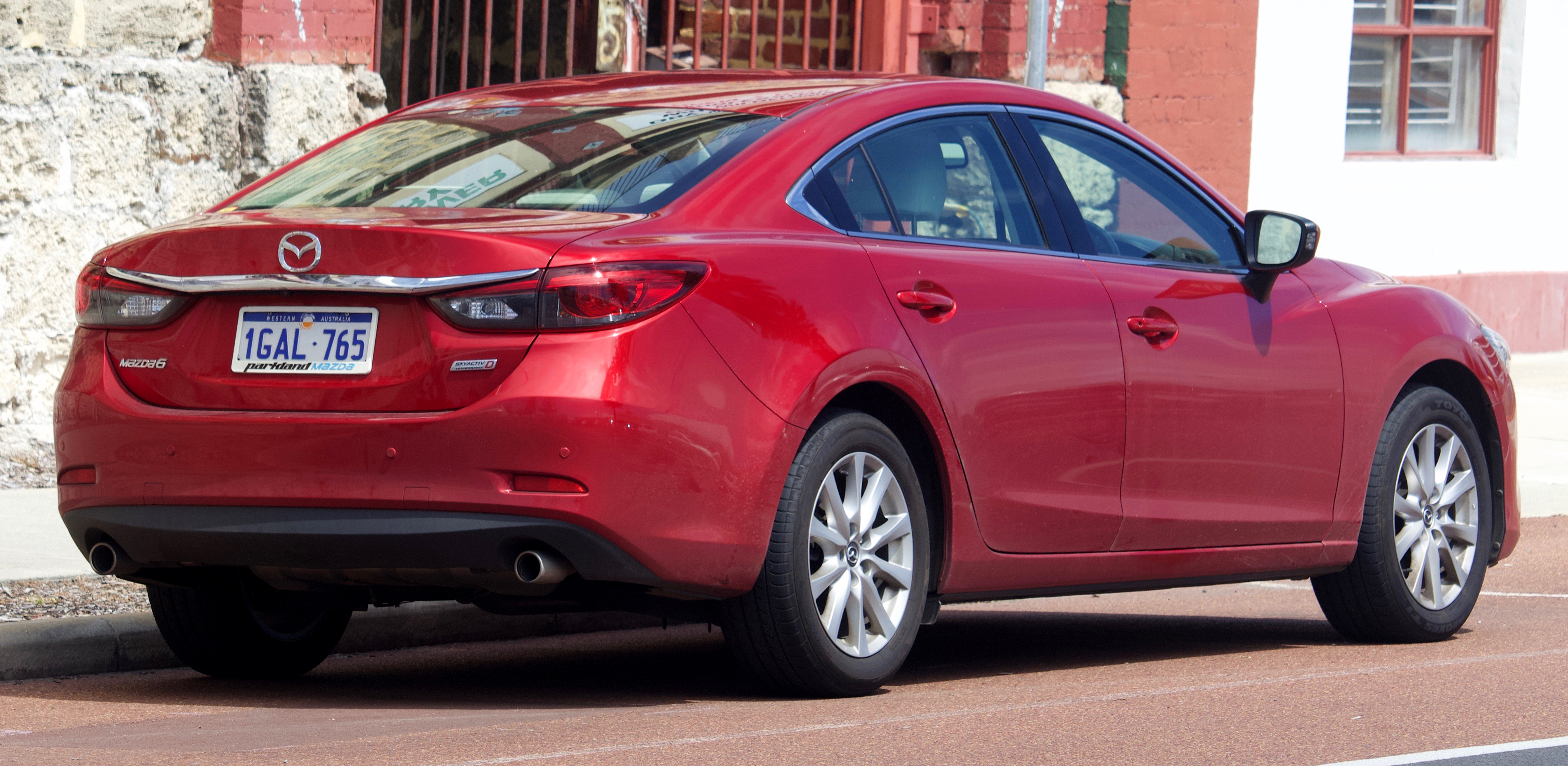
Mazda6 Sedan (2015—2017)

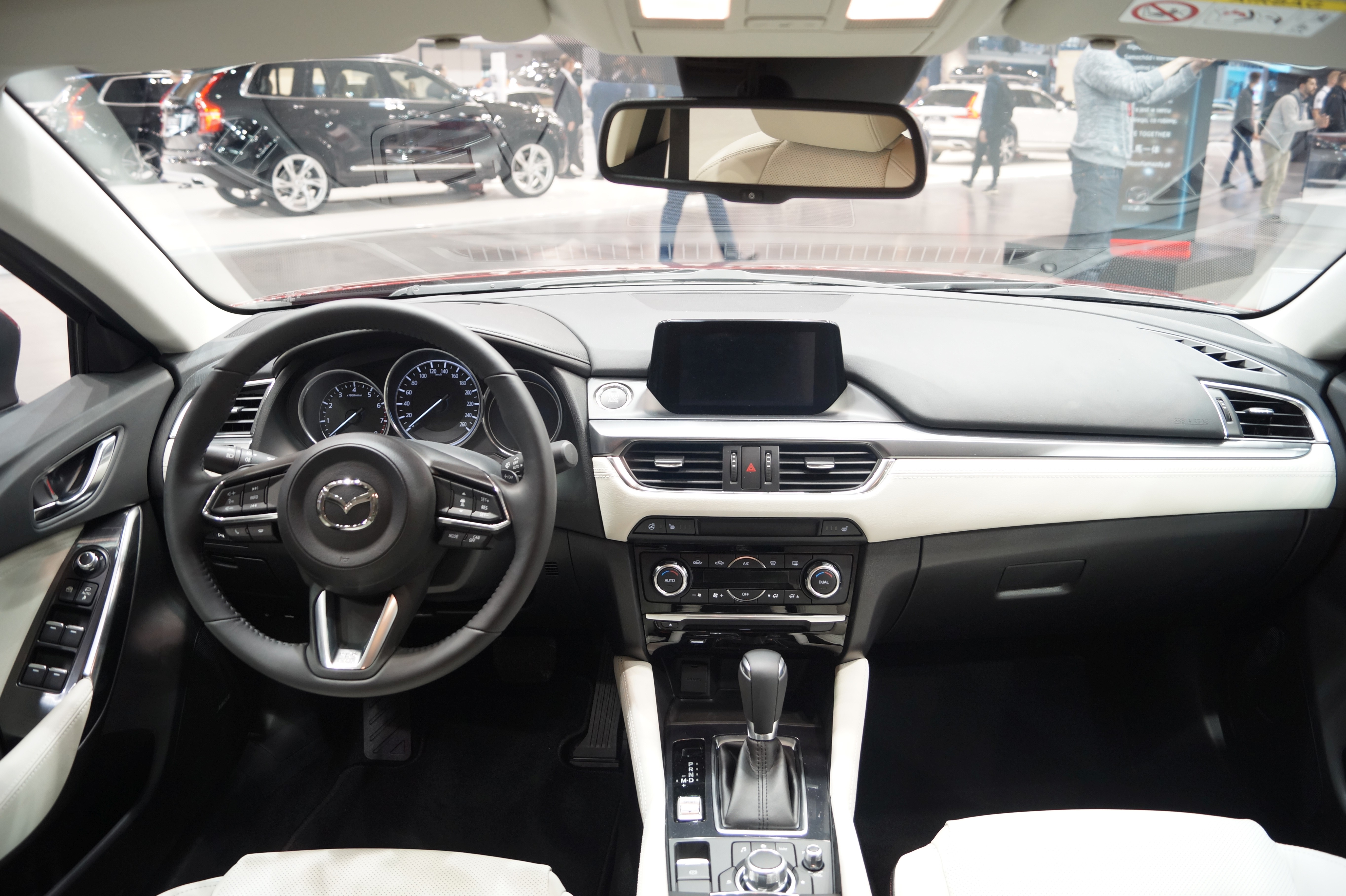
Mazda6

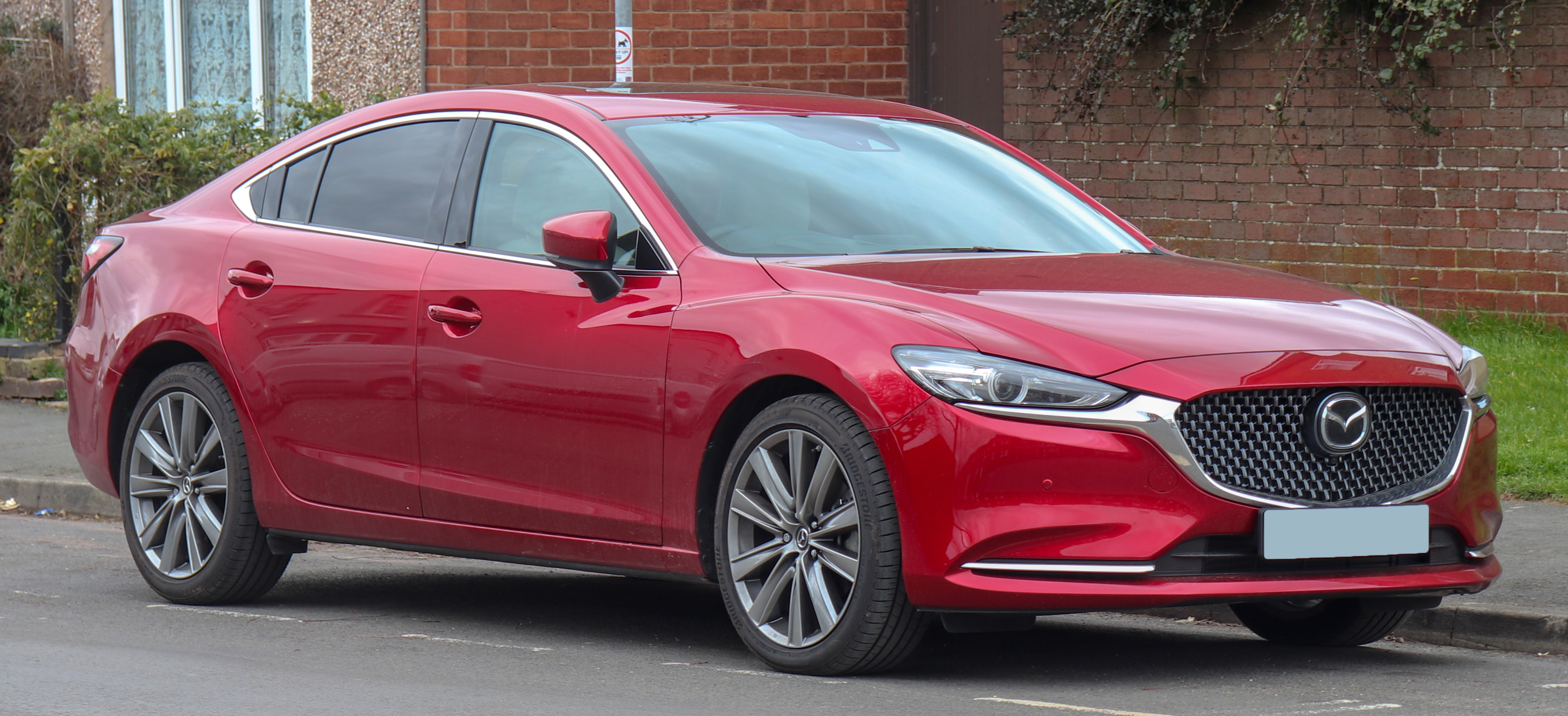
Mazda6 (2017―2025)

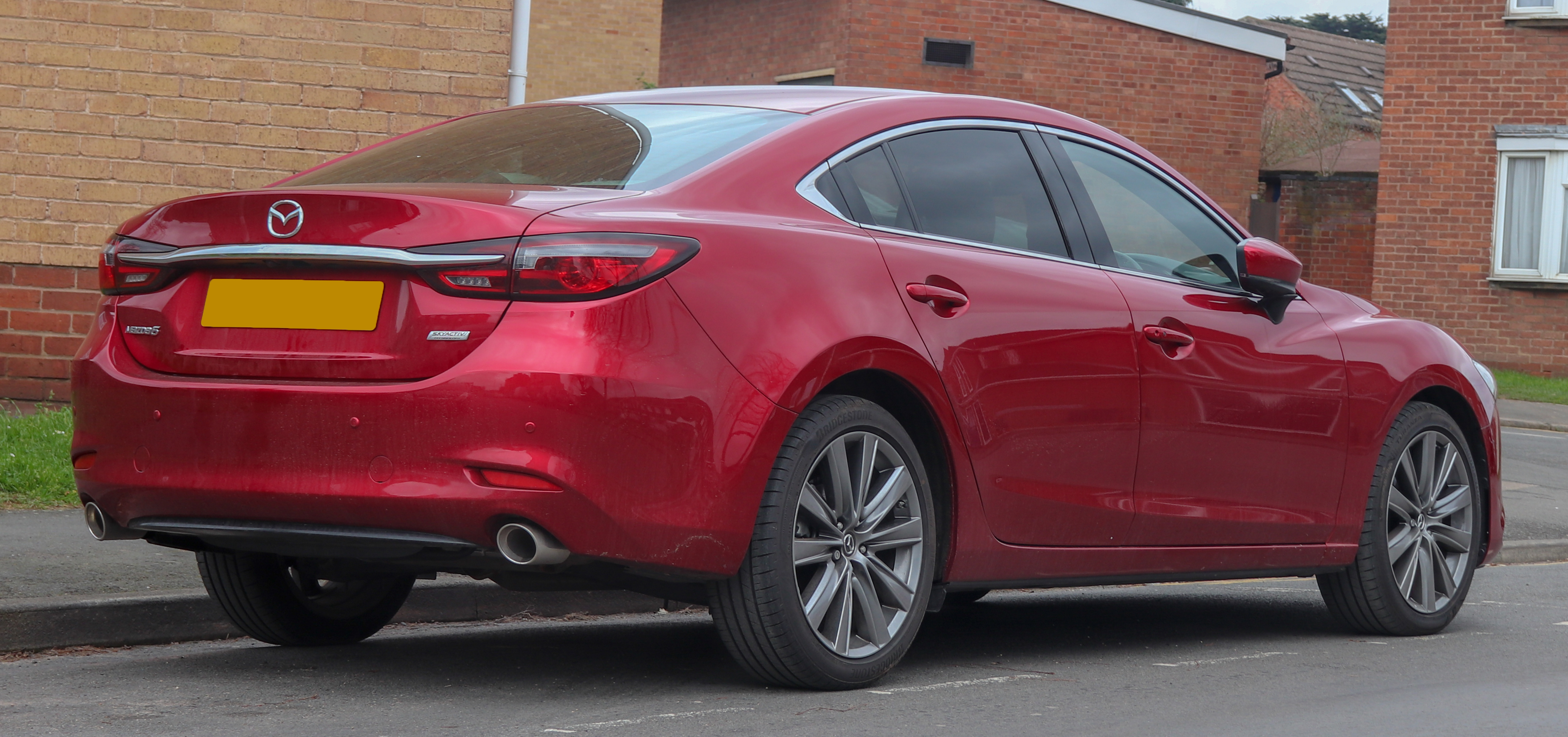
Mazda6 (2017―2025)

29 серпня 2012 року на Московському автосалоні відбулась світова прем'єра третього покоління Mazda6. Зовнішність нової 6-ки вперше була продемонстрована в концепт-карі Mazda Takeri. Нова Mazda6 додала в усі сторони: 110 мм в довжину (4865), 45 мм в ширину (1840) і 20 мм у висоту (1460). Колісна база виросла на 105 мм — до 2830 мм. Обсяг вантажного відсіку багажника скоротився з 519 л до 483, зате отвір багажника у седана став ширшим. Коефіцієнт аеродинамічного опору Cx — 0,26.
Ходова частина Mazda6 включає в себе передню незалежну підвіску McPherson, задню незалежну підвіску, дискові гальма (передні вентильовані). Рульове управління з електропідсилювачем і змінними характеристиками гарантує максимально ефективне і безпечне водіння.
Mazda6  у 2015 році отримала повне оновлення інтер'єру, у якому тепер можна побачити 7-дюймовий сенсорний екран, спортивний режим для моделей з автоматичною коробкою передач та  електронні паркувальні гальма. Оновлення торкнулись і  зовнішнього вигляду і тепер Mazda6  має нову решітку радіатора та доступні світлодіодні фари. Єдиним двигуном для Mazda6  2016 року є 2.5-літровий бензиновий Skyactiv-G. Він використовує коефіцієнт стиснення (13:1), що сприяє максимальній подачі потужності та економії палива. У 2016 році були оновлені механічна шестиступінчаста коробка передач Skyactiv-MT та автоматична шестиступінчаста Skyactiv-Drive. Остання використовує крутильний момент та подвійне зчеплення для забезпечення кращої чутливості на низьких скоростях і  швидке перемикання. Mazda6  має похвальну економію палива у 7.35 л/100 км на шосе.

### Рестайлінг 2017
Компанія Mazda в грудні 2017 року серйозно оновила свій середньорозмірний седан. Автомобіль отримав інше оформлення передньої частини, що відповідає більш сучасним серійним Мазда і останнім концепт-карів марки. Змінилася решітка радіатора і фари, у колісних дисків новий дизайн.
Головне технічне зміна — 2,5-літровий 4-циліндровий турбомотор Skyactiv-G 2.5T. Віддача агрегату, відомого по кросоверу CX-9, становить 250 к.с. потужності і 420 Нм крутного моменту. Виробник обіцяє, що конструкція впуску дозволяє турбіні увійти в робочий діапазон вже при невеликих оборотах двигуна. Для турбомотора передбачений тільки 6-ступінчастий «автомат». Атмосферний 2,5-літровий двигун як і раніше доступний для замовлення, причому для нього збереглася комплектація з «механікою». Мотор так само розвиває 192 к.с. потужності, але на невеликих швидкостях (40-80 км/год) тепер можна відключити половину циліндрів заради економії.
Крім того, седан отримав перенастроюючу підвіску і доопрацьоване рульове управління — рейка тепер міцно кріпиться до кузова. Виробник стверджує, що також посилив шасі і додав товщини металу в деяких частинах кузова, наприклад, в задніх колісних арках і важелях підвіски.
В 2018 році були незначні зміни дизайну авто, а також доданий турбодвигун. У Mazda6 2020 стало елементів оснащення, включно з 8.0-дюймовим сенсорним екраном. У 2019 році доступними стали Apple CarPlay і Android Auto. Mazda6  2020 може похвалитися хорошим оснащенням щодо безпеки. Базовими елементами безпеки стали автоматичне дальнє світло, склоочисники з сенсорами дощу, попередження про виїзд за межі смуги руху, система допомоги руху по смузі, попередження про можливе зіткнення, автоматичне екстрене гальмування, функція виявлення пішоходів, адаптивний круїз-контроль, моніторинг сліпих зон, попередження про перехресний рух позаду і камера заднього виду. Проєкційна приладова панель на вітровому склі, передні і задні сенсори паркування, система камер навколишнього огляду, функція розпізнавання дорожніх знаків та адаптивні головні фари є доступними.
У 2020 році Mazda6  пропонується у п'яти комплектаціях: Sport, Touring, Grand Touring, Grand Touring Reserve і Signature. Модель Sport отримала 8.0-дюймовий сенсорний екран, стерео на 6 динаміків, два USB порти, Bluetooth, HD радіо, кнопку запалювання, двозонний автоматичний клімат-контроль, шкіряне кермо і колеса з легкого сплаву. Модель Touring постачається з Apple CarPlay, Android Auto, двома USB позаду, штучною шкірою обшивки, підігрівом передніх сидінь, шістьма режимами налаштування водійського сидіння, електронним неконтактним ключем, люком у даху і більшими колесами з легкого сплаву. Модель Grand Touring вирізняється наявністю турбодвигуна, супутникового радіо, стерео «Bose» на 11 динаміків і функції автоматичного затемнення дзеркала заднього виду. У модель Grand Touring Reserve додано обшивку з натуральної шкіри, вентиляцію передніх сидінь, підігрів задніх сидінь, декілька режимів налаштування передніх сидінь, підігрів керма, проєкційну приладову панель на вітровому склі та адаптивні головні фари. Топова модель Signature від початку оснащена навігаційною системою, обшивкою «Nappa», передніми і задніми сенсорами паркування, функцією розпізнавання дорожніх знаків і системою камер навколишнього огляду.
Mazda6  отримала оновлення для 2021 модельного року. Виробник зробив стандартними Android Auto і Apple CarPlay, а також додав до лінійки комплектацій версію Carbon Edition.

### Двигуни
| Бензинові       | Бензинові | Бензинові | Бензинові          | Бензинові                 | Бензинові    |
| Модель          | Об'єм     | Циліндри  | Потужність         | Примітки                  | Роки випуску |
| --------------- | --------- | --------- | ------------------ | ------------------------- | ------------ |
| 2.0 SKYACTIV-G  | 1999 см³  | Р4        | 107 кВт (145 к.с.) | 6-ст. МКПП                | з 08/2012    |
| 2.0 SKYACTIV-G  | 1999 см³  | Р4        | 121 кВт (165 к.с.) | 6-ст. МКПП або 6-ст. АКПП | з 08/2012    |
| 2.5 SKYACTIV-G  | 2488 см³  | Р4        | 141 кВт (192 к.с.) | 6-ст. МКПП або 6-ст. АКПП | з 08/2012    |
| 2.5T SKYACTIV-G | 2488 см³  | Р4        | 183 кВт (250 к.с.) | 6-ст. АКПП                | з 12/2017    |

| Дизельні       | Дизельні | Дизельні | Дизельні           | Дизельні                  | Дизельні     |
| Модель         | Об'єм    | Циліндри | Потужність         | Примітки                  | Роки випуску |
| -------------- | -------- | -------- | ------------------ | ------------------------- | ------------ |
| 2.2 SKYACTIV-D | 2184 см³ | Р4       | 110 кВт (150 к.с.) | 6-ст. МКПП або 6-ст. АКПП | з 08/2012    |
| 2.2 SKYACTIV-D | 2184 см³ | Р4       | 129 кВт (175 к.с.) | 6-ст. МКПП або 6-ст. АКПП | з 08/2012    |

## Продажі
| рік  | США    | Австралія | Мексика | Канада | Європа | Китай  | В'єтнам |
| ---- | ------ | --------- | ------- | ------ | ------ | ------ | ------- |
| 2003 | 66,118 | 12,709    |         |        | 91,948 |        |         |
| 2004 | 72,148 | 12,075    |         |        | 89,389 |        |         |
| 2005 | 71,447 | 14,783    | 141     |        | 71,893 |        |         |
| 2006 | 66,203 | 12,826    | 1,003   |        | 74,462 |        |         |
| 2007 | 57,575 | 12,397    | 980     |        | 64,009 |        |         |
| 2008 | 52,590 | 10,207    | 2,241   |        | 65,208 |        |         |
| 2009 | 34,866 | 8,758     | 2,193   | 6,614  | 46,876 |        |         |
| 2010 | 35,662 | 7,455     | 3,216   | 6,092  | 38,702 |        |         |
| 2011 | 35,711 | 5,794     | 2,170   | 3,676  | 28,204 |        |         |
| 2012 | 33,756 | 6,558     | 2,363   | 5,128  | 19,343 |        |         |
| 2013 | 43,638 | 7,701     | 4,162   | 4,224  | 32,538 |        |         |
| 2014 | 53,224 | 5,883     | 3,776   | 3,023  | 31,032 | 27,710 |         |
| 2015 | 57,898 | 5,276     | 3,627   | 2,703  | 30,519 | 42,000 |         |
| 2016 | 45,520 | 4,369     | 2,627   | 2,053  | 29,226 | 34,246 |         |
| 2017 | 33,402 | 3,647     | 1,721   | 2,541  | 23,090 | 53,493 |         |
| 2018 | 30,938 | 3,328     | 1,429   | 2,292  | 20,873 | 47,060 |         |
| 2019 | 21,524 | 2,612     | 1,061   | 1,402  | 22,048 | 41,950 | 936     |
| 2020 | 16,204 | 1,727     | 636     | 1,049  | 6,950  | 30,978 | 1,653   |

## Зноски
1. 1 2 3  Каталог Mazda 6 [Архівовано 16 січня 2011 у Wayback Machine.] 18.12.2010
2. 1 2 3  DRIVE-TEST: Mazda6, Ford Mondeo и Toyota Avensis — кто лучше в D-классе? [Архівовано 13 травня 2010 у Wayback Machine.] 22.02.2008
3. ↑  Crash-Test Mazda 6 (Modell 2005—2008)[недоступне посилання з червня 2019] (ADAC 11/2005)
4. ↑  Kunst! Проливаем студийный свет на новый седан Mazda6 [Архівовано 30 серпня 2012 у Wayback Machine.] 29.08.2012 (рос.)
5. ↑  Как мы тестировали Mazda 6 2021 года. Automoto.ua. AutoMoto.ua (рос.). Архів оригіналу за 8 травня 2021. Процитовано 12 березня 2021.
6. ↑  Mazda6 US car sales figures. carsalesbase.com (амер.). 8 листопада 2015. Процитовано 22 березня 2022.
7. ↑  Venta al público y producción de vehículos ligeros por marca, modelo, segmento y país origen. Instituto Nacional de Estadística, Geografía e Informática (INEGI) (es-MX) . Процитовано 29 жовтня 2021.
8. ↑  Mazda6 European sales figures.
9. ↑  Mazda6 Atenza China auto sales figures.
10. ↑  Mazda 6 2021: giá xe, thông số (Ưu đãi tháng 12!) – xeoto.com.vn. Архів оригіналу за 28 січня 2022. Процитовано 30 вересня 2022.
11. ↑  Mazda Canada Sets Sales Record In December. Mazda News. Процитовано 8 березня 2018.
12. ↑  Mazda Canada announces sales for December 2012 and full year. Mazda News. Процитовано 8 березня 2018.
13. ↑  Mazda Canada reports sales for December and 2013 full-year. Mazda News. Процитовано 8 березня 2018.
14. ↑  Mazda Canada Reports Sales for December and 2014 Full-Year. Mazda News. Процитовано 8 березня 2018.
15. ↑  Mazda Canada reports sales for December and full-year 2015. Mazda News. Процитовано 8 березня 2018.
16. ↑  Mazda Canada reports sales for December and full-year 2016. Mazda News. Процитовано 8 березня 2018.
17. ↑  Mazda Canada Reports Sales For December and Full-Year 2017. Mazda News. Процитовано 8 березня 2018.
18. ↑  Mazda Vietnam Reports Sales For Year 2019. Xeoto.com.vn. Архів оригіналу за 8 січня 2021. Процитовано 4 вересня 2021.
19. ↑  Mazda Vietnam Reports Sales For Year 2020. Xeoto.com.vn. Архів оригіналу за 14 квітня 2021. Процитовано 4 вересня 2021.